# Campionati mondiali juniores di sci alpino 2009
I Campionati mondiali juniores di sci alpino 2009 si sono svolti in Germania, a Garmisch-Partenkirchen, dal 1º al 6 marzo. Il programma ha incluso gare di discesa libera, supergigante, slalom gigante, slalom speciale e combinata, tutte sia maschili sia femminili. A contendersi i titoli di campioni mondiali juniores sono stati i ragazzi e le ragazze nati tra il 1989 e il 1993.
Il comitato organizzatore della manifestazione fu lo stesso che si occupò dei Mondiali del 2011.

## Risultati

### Uomini

#### Discesa libera
| Pos. | Atleta         | Nazione     | Tempo   |
| ---- | -------------- | ----------- | ------- |
| 1    | Andy Plank     | Italia      | 1:39,06 |
| 2    | Dominik Paris  | Italia      | 1:39,18 |
| 3    | Andreas Romar  | Finlandia   | 1:39,32 |
| 4    | Sepp Gerber    | Svizzera    | 1:39,43 |
| 5    | Björn Sieber   | Austria     | 1:39,76 |
| 6    | Wiley Maple    | Stati Uniti | 1:39,92 |
| 7    | Max Franz      | Austria     | 1:40,01 |
| 8    | Arnaud Dunand  | Francia     | 1:40,12 |
| 9    | Dustin Cook    | Canada      | 1:40,18 |
| 10   | Andreas Sander | Germania    | 1:40,20 |

Data: 4 marzo

#### Supergigante
| Pos. | Atleta           | Nazione     | Tempo   |
| ---- | ---------------- | ----------- | ------- |
| 1    | Manuel Kramer    | Austria     | 1:16,64 |
| 2    | Marcel Hirscher  | Austria     | 1:17,05 |
| 3    | Dominik Paris    | Italia      | 1:17,18 |
| 4    | Will Gregorak    | Stati Uniti | 1:17,47 |
| 5    | Riccardo Tonetti | Italia      | 1:17,56 |
| 6    | Sepp Gerber      | Svizzera    | 1:17,84 |
| 7    | Andreas Sander   | Germania    | 1:17,87 |
| 8    | Tommy Ford       | Stati Uniti | 1:17,82 |
| 9    | Max Franz        | Austria     | 1:17,95 |
| 10   | Matthias Mayer   | Austria     | 1:17,96 |

Data: 4 marzo

#### Slalom gigante
| Pos. | Atleta                 | Nazione     | Tempo   |
| ---- | ---------------------- | ----------- | ------- |
| 1    | Alexis Pinturault      | Francia     | 2:18,49 |
| 2    | Björn Sieber           | Austria     | 2:18,95 |
| 3    | Marcel Hirscher        | Austria     | 2:19,17 |
| 4    | Victor Muffat Jeandet  | Francia     | 2:20,16 |
| 5    | Gabriel Anthamatten    | Svizzera    | 2:21,13 |
| 6    | Luca De Aliprandini    | Italia      | 2:21,40 |
| 7    | Armin Triendl          | Austria     | 2:21,44 |
| 8    | Nolan Kasper           | Stati Uniti | 2:21,45 |
| 9    | Mattia Casse           | Italia      | 2:21,75 |
| 10   | Andreas Willumsen Haug | Norvegia    | 2:21,78 |

Data: 5 marzo

#### Slalom speciale
| Pos. | Atleta                  | Nazione     | Tempo   |
| ---- | ----------------------- | ----------- | ------- |
| 1    | Jesper Riis-Johannessen | Norvegia    | 1:20,78 |
| 2    | Tommy Ford              | Stati Uniti | 1:21,29 |
| 3    | Nolan Kasper            | Stati Uniti | 1:21,32 |
| 4    | Victor Muffat Jeandet   | Francia     | 1:21,36 |
| 5    | François Place          | Francia     | 1:21,61 |
| 6    | Thomas König            | Austria     | 1:21,61 |
| 7    | Patrick Jazbec          | Slovenia    | 1:21,75 |
| 8    | Nikola Čongarov         | Bulgaria    | 1:21,78 |
| 9    | Nicolas Thoule          | Francia     | 1:21,89 |
| 10   | Mathieu Routhier        | Canada      | 1:22,06 |

Data: 6 marzo

#### Combinata
| Pos. | Atleta                 | Nazione   |
| ---- | ---------------------- | --------- |
| 1    | Sepp Gerber            | Svizzera  |
| 2    | Dominik Paris          | Italia    |
| 3    | Giovanni Borsotti      | Italia    |
| 4    | Andreas Sander         | Germania  |
| 5    | Tim Lindgren           | Svezia    |
| 6    | Andreas Willumsen Haug | Norvegia  |
| 7    | Michael Mackie         | Canada    |
| 8    | Johan Pietilä Holmner  | Svezia    |
| 9    | Erik Read              | Canada    |
| 10   | Victor Malmström       | Finlandia |

Data: 4-6 marzo

Classifica stilata attraverso i piazzamenti ottenuti
in discesa libera, slalom gigante e slalom speciale

### Donne

#### Discesa libera
| Pos. | Atleta                  | Nazione     | Tempo   |
| ---- | ----------------------- | ----------- | ------- |
| 1    | Marine Gauthier         | Francia     | 1:19,60 |
| 2    | Lotte Smiseth Sejersted | Norvegia    | 1:20,08 |
| 3    | Nicole Schmidhofer      | Austria     | 1:20,14 |
| 4    | Alice McKennis          | Stati Uniti | 1:20,16 |
| 5    | Francesca Marsaglia     | Italia      | 1:20,40 |
| 6    | Anne-Sophie Koehn       | Svizzera    | 1:20,42 |
| 7    | Isabelle Stiepel        | Germania    | 1:20,43 |
| 8    | Marion Allard           | Francia     | 1:20,52 |
| 9    | Klára Křížová           | Rep. Ceca   | 1:20,87 |
| 10   | Federica Brignone       | Italia      | 1:20,93 |

Data: 6 marzo

#### Supergigante
| Pos. | Atleta              | Nazione   | Tempo   |
| ---- | ------------------- | --------- | ------- |
| 1    | Viktoria Rebensburg | Germania  | 1:19,80 |
| 2    | Mariella Voglreiter | Austria   | 1:20,88 |
| 3    | Anna Fenninger      | Austria   | 1:20,91 |
| 4    | Ramona Siebenhofer  | Austria   | 1:20,99 |
| 5    | Federica Brignone   | Italia    | 1:21,10 |
| 6    | Nicola Schmid       | Germania  | 1:21,41 |
| 7    | Ljajcan Rajanova    | Russia    | 1:21,43 |
| 8    | Klára Křížová       | Rep. Ceca | 1:21,75 |
| 9    | Nicole Schmidhofer  | Austria   | 1:21,76 |
| 10   | Isabelle Stiepel    | Germania  | 1:22,27 |

Data: 4 marzo

#### Slalom gigante
| Pos. | Atleta               | Nazione       | Tempo   |
| ---- | -------------------- | ------------- | ------- |
| 1    | Viktoria Rebensburg  | Germania      | 2:45,81 |
| 2    | Tina Weirather       | Liechtenstein | 2:47,29 |
| 3    | Karin Hackl          | Austria       | 2:47,31 |
| 4    | Mona Løseth          | Norvegia      | 2:47,37 |
| 5    | Olivia Bertrand      | Francia       | 2:47,46 |
| 6    | Anna Fenninger       | Austria       | 2:47,74 |
| 7    | Federica Brignone    | Italia        | 2:48,05 |
| 8    | Tessa Worley         | Francia       | 2:48,31 |
| 9    | Marie-Michèle Gagnon | Canada        | 2:48,64 |
| 10   | Barbara Wirth        | Germania      | 2:49,50 |

Data: 2 marzo

#### Slalom speciale
| Pos. | Atleta            | Nazione    | Tempo   |
| ---- | ----------------- | ---------- | ------- |
| 1    | Denise Feierabend | Svizzera   | 1:42,07 |
| 2    | Bernadette Schild | Austria    | 1:42,83 |
| 3    | Nina Løseth       | Norvegia   | 1:43,01 |
| 4    | Mona Løseth       | Norvegia   | 1:43,03 |
| 5    | Marianne Mair     | Germania   | 1:43,09 |
| 6    | Sanni Leinonen    | Finlandia  | 1:43,20 |
| 7    | Katharina Dürr    | Germania   | 1:43,54 |
| 8    | Tessa Worley      | Francia    | 1:43,86 |
| 9    | Monica Hübner     | Germania   | 1:44,05 |
| 10   | Barbora Lukáčová  | Slovacchia | 1:44,12 |

Data: 1º marzo

#### Combinata
| Pos. | Atleta             | Nazione     |
| ---- | ------------------ | ----------- |
| 1    | Federica Brignone  | Italia      |
| 2    | Karin Hackl        | Austria     |
| 3    | Elena Curtoni      | Italia      |
| 4    | Julia Ford         | Stati Uniti |
| 5    | Jennifer Piot      | Francia     |
| 6    | Anastasija Kedrina | Russia      |
| 7    | Angel Collinson    | Stati Uniti |
| 8    | Elena Jakovišina   | Russia      |

Data: 1º-6 marzo

Classifica stilata attraverso i piazzamenti ottenuti
in discesa libera, slalom gigante e slalom speciale

## Medagliere per nazioni
| Pos. | Nazione       | Oro | Argento | Bronzo | Totale |
| ---- | ------------- | --- | ------- | ------ | ------ |
| 1    | Italia        | 2   | 2       | 3      | 7      |
| 2    | Francia       | 2   | 0       | 0      | 2      |
| 2    | Germania      | 2   | 0       | 0      | 2      |
| 2    | Svizzera      | 2   | 0       | 0      | 2      |
| 5    | Austria       | 1   | 5       | 4      | 10     |
| 6    | Norvegia      | 1   | 1       | 1      | 3      |
| 7    | Stati Uniti   | 0   | 1       | 1      | 2      |
| 8    | Liechtenstein | 0   | 1       | 0      | 1      |
| 9    | Finlandia     | 0   | 0       | 1      | 1      |